# Fiscal general de Honduras
El Fiscal General de la República es el funcionario de Honduras que tiene a su cargo la dirección, orientación, administración y supervisión del Ministerio Público, su autoridad se extiende a todos los funcionarios de esta institución, sea cual fuere la jurisdicción a que pertenezcan.
Goza de las mismas prerrogativas establecidas para los diputados del Congreso Nacional.

## Fiscal general electo de Honduras
cuando elige los fiscales en pleno de sesiones del congreso nacional se convierte en diputados más hasta cuando asume se pasa de fiscalía 
En cuanto a los fiscales Johel Zelaya y Mario Morazán están impuestos por una comisión permanente hasta que se elija en pleno de sesiones.
Actualmente anda eligiendo a los fiscales general y general adjunto

## Designación y nombramiento
Tanto el Fiscal General de la República como el Fiscal General Adjunto serán electos por el Congreso Nacional con el voto de las dos terceras partes de los diputados, de una nómina de cinco candidatos de una Junta Proponente que se integra con el presidente de la Corte Suprema de Justicia, un magistrado de la misma nombrado por el pleno, el rector de una de las universidades del país, un representante del Colegio de Abogados designado por la junta directiva de este y el Comisionado Nacional de los Derechos Humanos. La Junta proponente enviará por lo menos treinta días antes del vencimiento del período correspondiente o dentro de los treinta días de producirse la vacante respectiva.

### Requisitos
De acuerdo al artículo 19 del Decreto 228-93 del Congreso Nacional de Honduras «Ley del Ministerio Público», quién sea propuesto como Fiscal General o Fiscal General Adjunto deberá cumplir con:
1. Ser hondureño por nacimiento, mayor de treinta y cinco años de edad y Abogado, colegiado con diez años de ejercicio en la judicatura, en la profesión o en la docencia de educación superior en las ciencias jurídicas;
2. Ser de reconocida solvencia moral y comprobada rectitud; y,
3. Estar en el pleno ejercicio de sus derechos civiles y políticos.

### Prohibiciones
No puede ser elegido Fiscal General o Fiscal General Adjunto:
1. El cónyuge, los parientes dentro del cuarto grado de consanguinidad y segundo de afinidad del Presidente de la República y Designados, del Presidente del Congreso Nacional o de alguno de los magistrados de la Corte Suprema de Justicia. así como del Comandante en Jefe de las Fuerzas Armadas, Jefe del Estado Mayor Conjunto y Comandantes de Ramas Militares, Procurador y Subprocurador General de la República, Contralor y Subcontralor General de la República, Director y Subdirector de Probidad Administrativa;
2. Los Diputados al Congreso Nacional de la República;
3. Los concesionarios y permisionarios del Estado para la explotación de recursos naturales o contratistas de servicios u obras públicas que se costeen con fondos del Estado, y quienes, por tales conceptos, tengan cuentas pendientes con éste;
4. Quienes hayan sido miembros de algún órgano de dirección de algún partido político, en los tres años anteriores a su elección; y,
5. Quienes hayan sido condenados por delito doloso.

### Sustituto
El Fiscal General de la República en su ausencia temporal o definitiva será sustituido por el Fiscal General Adjunto, siendo en el segundo caso hasta cuando se nombre al propietario. En caso de ausencia del Fiscal Adjunto lo sustituye el Director General de la Fiscalía.

## Fiscal General Adjunto
El Fiscal General Adjunto es el funcionario del Ministerio Público que está bajo la directa subordinación del titular y lo sustituye en sus ausencias temporales y en las definitivas, mientras se nombre al propietario, además de los casos de excusa o recusación contra este. Tiene la dirección, orientación y supervisión inmediata de la Dirección de Administración y desempeña las funciones que el Fiscal General le delega.
Dirige los procedimientos relativos a la aplicación del régimen disciplinario del Ministerio Público.

## Atribuciones
1. Velar porque la función jurisdiccional penal se ejerza eficazmente, de conformidad con las leyes procurando que se observen estrictamente los plazos señalados en las mismas, debiendo a tal efecto interponer los recursos que procedan e instar todas las actuaciones pertinentes, incluso a favor del imputado;
2. Ejercitar las acciones, interponer los recursos, promover los incidentes, oponer las excepciones e instar las actuaciones y diligencias que la ley atribuya al Ministerio Público;
3. Interponer acción o excepción de inconstitucionalidad, en representación de personas de pobreza manifiesta que se consideren lesionadas en su interés directo, personal y legítimo;
4. Nombrar el Secretario General del Ministerio Público cuyas funciones serán determinadas en el Reglamento;
5. Participar personalmente o por medio del funcionario que designe, en la elaboración de las políticas, planes y programas que establezca el Consejo Nacional de la Lucha Contra el Narcotráfico, para reprimir la producción, el comercio y el uso ilegal de drogas que produzcan dependencia. El dictamen negativo, que por razones de legalidad emita el Fiscal General de la República, será vinculante para ese Consejo;
6. Dirigir, orientar y supervisar las Policías de Investigación Criminal y la especial contra el Narcotráfico;
7. Dirigir, orientar y supervisar las actividades de medicina forense;
8. Emitir los reglamentos de la presente Ley, así como las órdenes, instrucciones y circulares que sean necesarias para la buena marcha de las dependencias del órgano;
9. Solicitar al Congreso Nacional mediante el procedimiento de ley, que declare si ha lugar o no, a formación de causa contra los funcionarios a que se refiere la Constitución de la República;
10. Presentar para aprobación del Congreso Nacional, un informe anual sobre las labores realizadas por el Ministerio Público;
11. Asumir, cuando lo estime conveniente, las funciones que desempeñe cualquiera de los demás funcionarios de Ministerio Público, en el caso, o casos que determine o coadyuvar con ellos en esas funciones;
12. Preparar el proyecto de presupuesto del Ministerio Público, el que deberá ser enviado al Congreso Nacional, por conducto de la Secretaría de Estado en los Despachos de Hacienda y Crédito Público, para su inclusión en el Presupuesto General de Ingresos y Egresos de la República;
13. Nombrar, contratar, trasladar, permutar, cancelar, sancionar y remover al personal del Ministerio Público;
14. Acordar los traslados y permutas entre puestos de igual clase y remuneración, que le sean solicitados por los servidores del Ministerio Público;
15. Impartir a los Agentes del Ministerio Público, las instrucciones conducentes al mejor cumplimiento de sus labores;
16. Vigilar que los subordinados cumplan con las instrucciones que les hayan dado para un mejor servicio público;
17. Conceder licencias a los funcionarios y empleados del Ministerio Público, de acuerdo con el reglamento;
18. Ejercer la potestad disciplinaria sobre los funcionarios, fiscales y empleados del Ministerio Público, sin perjuicio del poder disciplinario de los jefes de cada oficina;
19. Abstenerse de conocer personalmente de los asuntos cuando estuviere comprendido en alguna causa de excusa; y separarse de aquellos en que ha sido recusado una vez que haya quedado firme la resolución correspondiente; y,
20. Las demás que las leyes y los Reglamentos le atribuyan.

## Fiscales generales
A continuación se presenta un listado con las personas que han ejercido como Fiscal General de la República y Fiscal General Adjunto:
| N.º | Fiscal general                       | Partido político | Fiscal general adjunto                 | Partido político | Período de funciones                           | Período constitucional | Notas |
| --- | ------------------------------------ | ---------------- | -------------------------------------- | ---------------- | ---------------------------------------------- | ---------------------- | --- |
| 1.  | Ángel Edmundo Orellana Mercado       |                  | Jesús Florentino Álvarez Alvarado      |                  | 1 de marzo de 1994-28 de febrero de 1999       | 1994-1999              | Primer fiscal general de la República electo por el Congreso Nacional.                                                                                |
| 2.  | Roy Edmundo Medina                   |                  | Juan Arnaldo Hernández Espinoza        |                  | 1 de marzo de 1999-29 de febrero de 2004       | 1999-2004              | Primer fiscal general que derivó de un proceso de proposición de candidatos (a través de la Junta de Proponentes).                                    |
| 3.  | Ramón Ovidio Navarro Duarte          |                  | Yuri Fernando Melara Berlioz           |                  | 1 de marzo de 2004-28 de junio de 2005         | 2004-2009              | Renunció tras presión de fiscales que él suspendió de sus cargos. Señalamientos de corrupción.                                                        |
| 4.  | Leónidas Rosa Bautista               |                  | Omar Cerna García                      |                  | 1 de julio de 2005-9 de marzo de 2009          | 2004-2009              | |
| 5.  | Luis Alberto Rubí Ávila              |                  | Roy David Urtecho López                |                  | 10 de marzo de 2009-27 de junio de 2013        | 2009-2014              | Renunció tras presiones desde el Congreso Nacional. Señalamientos de incompetencia. Se intervino el Ministerio Público hasta el 31 de agosto de 2013. |
| 6.  | Óscar Fernando Chinchilla Banegas    |                  | Rigoberto Cuéllar Cruz                 |                  | 1 de septiembre de 2013-31 de agosto de 2018   | 2009-2014 2013-2018    | Debían concluir sus funciones en 2014, pero el cargo de fiscal general nunca se sometió a votación en la legislatura 2014-2018 del Congreso Nacional. |
| 7.  | Óscar Fernando Chinchilla Banegas    |                  | Daniel Arturo Sibrián Bueso            |                  | 1 de septiembre de 2018-31 de agosto de 2023   | 2018-2023              | Chinchilla fue reelecto a pesar de no haber sido incluido por la Junta de Proponentes entre los cinco candidatos.                                     |
| 8.  | Daniel Arturo Sibrián Bueso interino |                  | Daniel Arturo Sibrián Bueso (de facto) |                  | 1 de septiembre de 2023-1 de noviembre de 2023 | 2023-2023              | Por falta de acuerdos en el Congreso, de acuerdo a la ley, estuvo como interino mientras se elegían a sus sucesores.                                  |
| 9   | Johel Antonio Zelaya                 |                  | Marcio Cabañas                         |                  | 1 de noviembre de 2023-Act                     | 2023-2028              | Electos por el Congreso Nacional el 28 de febrero de 2024.                                                                                            |